# Bond Bug-serie
De Bond Bug-serie is een serie dwergauto's die door de Reliant Motor Company in het begin van de jaren zeventig als "Fun Car" werd geproduceerd. 

## Voorgeschiedenis
Reliant had in 1969 Bond Cars Ltd. in Preston overgenomen. De fabiek van Reliant stond in Tamworth. 
Beide merken produceerden modellen die feitelijk concurrenten van elkaar waren: de Bond Equipe-sportwagen met de Reliant Scimitar en de Bond 875 driewieler met de Reliant Regal. De driewielers waren populair onder motorrijders, omdat ze met een motorrijbewijs bestuurd mochten worden en ook in de lagere motorrijtuigenbelastingsklasse vielen. 
Aanvankelijk leek het erop dat Reliant de productiecapaciteit in Preston wilde blijven gebruiken. Niet alleen bleven de Bond Equipe en de Bond 875 nog in productie, maar bovendien liet Reliant een Fun Car ontwerpen door Tom Karen van Ogle Design. Dat bedrijf had ook de Reliant Scimitar ontworpen. De Bond Bug was bedoeld voor jonge klanten met een motorrijbewijs. 

## Bond Bug 700
De eerste versie was de Bond Bug 700. De auto had een raamchassis en de eigen Reliant 700cc-motor die voorin was geplaatst en de achterwielen via een vierversnellingsbak aandreef. Hij was deels opgebouwd met onderdelen van de Reliant Regal en was nog erg spartaans. Hij had een wigvormige glasvezel-carrosserie en slechts twee zitplaatsen. Het dak scharnierde aan de voorkant en moest opgeklapt worden om in te stappen. Het werd met een stang open gehouden. Zijruiten had de auto niet, hoewel het waarschijnlijk de bedoeling was dat ze als optie leverbaar zouden worden. De auto werd in de Bond-fabriek in Preston gebouwd, maar de glasvezel-carrosserie werd in Tamworth gemaakt en naar Preston gebracht. Waarschijnlijk was de Bond Bug 700 niet meer dan een prototype en is er slechts één exemplaar gebouwd. 

## Bond Bug 700 E
Het model dat in juni 1970 op de markt kwam was de Bug 700 E, die meer luxe had, zoals zijruiten, verwarming, een slot voor het opklapbare dak, gepolijste velgen, een hydraulische demper voor het dak en een zonneklep voor de bestuurder, maar het reservewiel was een optie. 

## Bond Bug 700 ES
Het topmodel was aanvankelijk de 700 ES, die een motor met een hogere compressie had en daarnaast aluminium achtervelgen, een reservewiel, buitenspiegels, sportbanden, een rubberen voorbumper, spatlappen, een opgewaardeerd interieur en een sportstuur. Als optie konden hoofdsteunen, sportstoelen en een dubbele claxon worden besteld. Het was het meest populaire model, hoewel er nooit veel Bond Bugs verkocht werden. De 700 ES kostte £ 629,=, niet veel minder dan een Mini. 
Er ontstonden echter nogal wat problemen in de fabriek in Preston. De Bond Bug had wat kinderziekten en de samenwerking met het nieuwe management en de fabriek in Tamworth verliep niet soepel. Alleen de eerste vijfhonderd Bugs werden in Preston gebouwd. In augustus 1970 sloot Reliant de fabriek, waardoor de productie van de Bond Bug naar Tamworth verhuisde en de productie van de Bond 875 en de Bond Equipe helemaal werd gestaakt. 
Hoewel de Bond Bug door zijn bijzondere uiterlijk veel aandacht kreeg, bleven de verkoopaantallen beperkt. In 1972 werd de productie teruggebracht naar slechts vijftien exemplaren per week. 

## Bond Bug 750 E en 750 ES
In oktober 1973 werd de Bond Bug opgewaardeerd met een 750cc-motor. Verder bleef de auto gelijk aan de 700E/700 ES, maar van deze laatste twee versies werden in totaal slechts 142 exemplaren gemaakt. 
In 1974 werd de productie beëindigd en in mei van dat jaar liep de laatste Bond Bug van de band. 
De mallen werden echter behouden en later verkocht, waardoor de Bond Bug als Kit Car werd verkocht, zelfs in een vierwielige versie. 

## Trivia

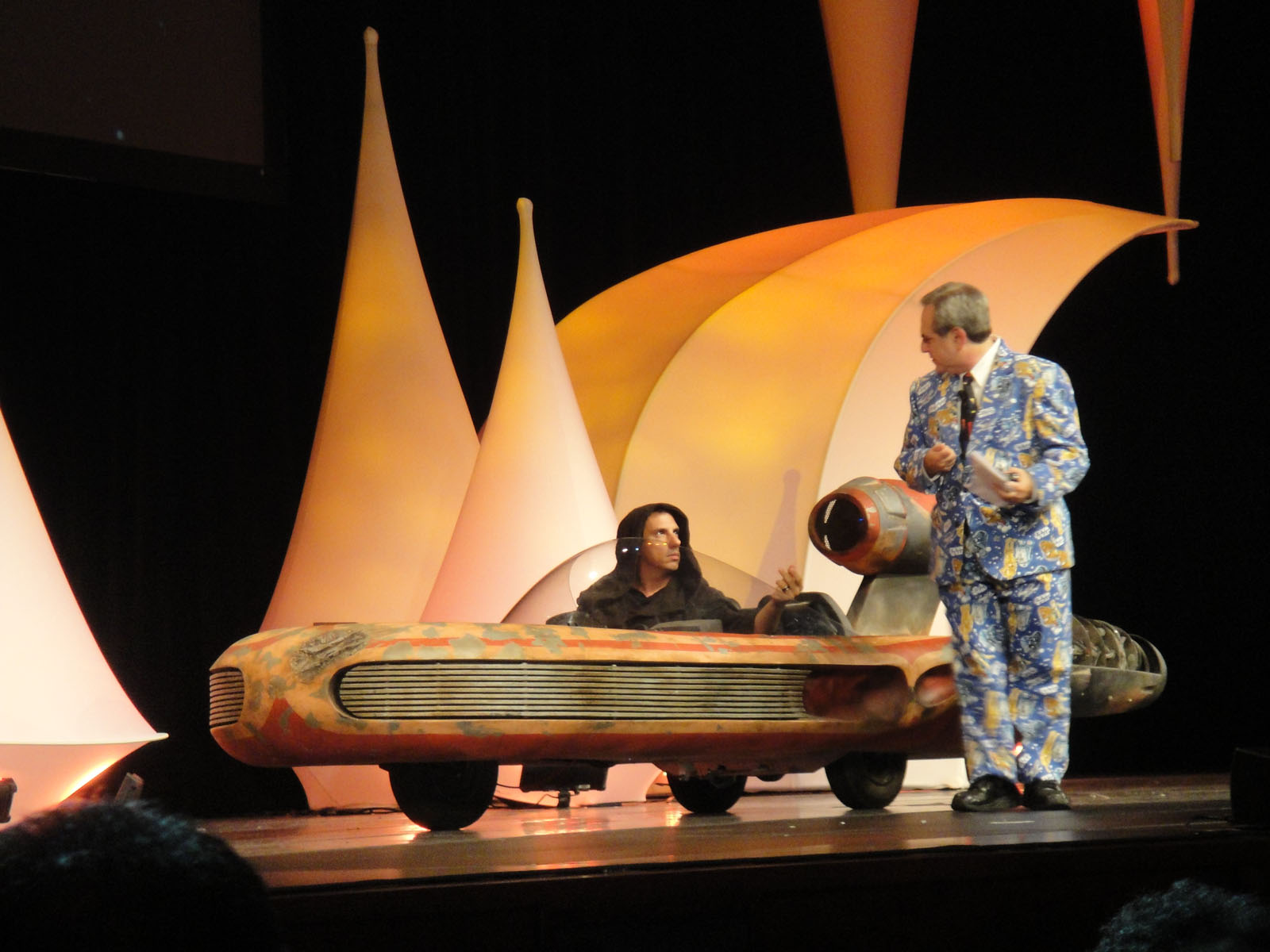

- Ogle Design ontwierp de Bond Bug, maar voor George Lucas ook de Landspeeder, die door Luke Skywalker werd gebruikt in de Star Wars-film Episode IV: A New Hope. Hoewel de Landspeeder leek te zweven, reed hij in werkelijkheid op het onderstel van een Bond Bug.